# Changtan, Guangdong
Changtan (kinesiska: 长潭) är en köping i sydöstra Kina. Den ligger i Jiaoling härad i staden Meizhou i provinsen Guangdong, omkring 340 kilometer nordost om provinshuvudstaden Guangzhou. Antalet invånare är 16 913. Befolkningen består av 8 615 kvinnor och 8 298 män. Barn under 15 år utgör 13,0 %, vuxna 15-64 år 74 %, och äldre över 65 år 12,0 %.